# Stazione meteorologica di Forni Avoltri
La stazione meteorologica di Forni Avoltri è la stazione meteorologica di riferimento relativa alla località di Forni Avoltri.

## Coordinate geografiche
La stazione meteo si trova nell'Italia nord-orientale, in Friuli-Venezia Giulia, in provincia di Udine, nel comune di Forni Avoltri, a 888 metri s.l.m. e alle coordinate geografiche 46°35′N 12°47′E.

## Dati climatologici
In base alla media trentennale di riferimento 1961-1990, la temperatura media del mese più freddo, gennaio, si attesta a -2,7 °C; quella del mese più caldo, luglio, è di +15,1 °C .
| Forni Avoltri      | Mesi | Mesi | Mesi | Mesi | Mesi | Mesi | Mesi | Mesi | Mesi | Mesi | Mesi | Mesi | Stagioni | Stagioni | Stagioni | Stagioni | Anno |
| Forni Avoltri      | Gen  | Feb  | Mar  | Apr  | Mag  | Giu  | Lug  | Ago  | Set  | Ott  | Nov  | Dic  | Inv      | Pri      | Est      | Aut      | Anno |
| ------------------ | ---- | ---- | ---- | ---- | ---- | ---- | ---- | ---- | ---- | ---- | ---- | ---- | -------- | -------- | -------- | -------- | ---- |
| T. max. media (°C) | 0,9  | 5,9  | 9,0  | 10,8 | 14,0 | 17,3 | 19,8 | 19,8 | 18,1 | 14,9 | 6,1  | 0,2  | 2,3      | 11,3     | 19,0     | 13,0     | 11,4 |
| T. min. media (°C) | −6,3 | −5,5 | −2,8 | 1,0  | 5,0  | 8,6  | 10,5 | 10,3 | 7,8  | 3,6  | −0,9 | −4,9 | −5,6     | 1,1      | 9,8      | 3,5      | 2,2  |